# Jean-Baptiste Courtalon
Pour les articles homonymes, voir Courtalon.
Jean-Baptiste Courtalon, dit l'Abbé Courtalon, né en 1740 à Dienville, près de Bar-sur-Aube et mort en 1797, est un géographe français qui a introduit la géographie caméraliste allemande en France avec son Atlas élémentaire de l'Empire d'Allemagne. Il occupe la charge de clerc de la chapelle et oratoire du château de Versailles.

## Biographie
L'abbé Courtalon commence sa carrière en qualité de précepteur des pages de la Dauphine Marie-Josèphe de Saxe, un poste ne comportant pas de nomination officielle, mais assorti d'un revenu annuel de 1885 livres. Il est en même temps l'un des quatre clercs de la chapelle et oratoire de la maison du Roi, avec 636 livres de revenus par an. Après la mort de la Dauphine en 1767, il se voit reconduire dans ses fonctions de précepteur, cette fois auprès des pages de Madame tout en conservant son poste de clerc de la chapelle royale, poste qu'il occupera jusqu'à la fin de l'Ancien Régime. Cette charge est la moins élevée dans la hiérarchie ecclésiastique de Versailles, mais on peut y accéder sans pour autant être noble. Elle consiste à servir les petites messes, ou à remplacer les chapelains du Dauphin et des Enfants de France en leur absence. Au nombre de huit, se relayant deux par deux, les clercs perçoivent 180 livres de gages, plus 75 pour les fournitures de la chapelle, et mangent à la table des aumôniers. L'abbé Courtalon appartient donc à la petite cour, c'est-à-dire au personnel de service de Versailles.
Les Comptes de la maison du Roi de 1775 sont les seuls à livrer le prénom de l'abbé, Jean-Baptiste. Le nom de Courtalon apparaît encore plus tardivement, en 1782 dans l'Almanach royal, mais avec une orthographe fautive, en tant que  chapelain par quartier, en remplacement de l'abbé Bégon. À cette époque, en effet des erreurs de mise à jour sont fréquentes, surtout pour les charges mineures. La France ecclésiastique de 1783 le signale comme « prieur de Dampierre », ce que confirme un manuscrit de 1789, où l'abbé Courtalon, « prieur de Dampierre, chapelain du roi, précepteur des pages de Madame », donne pouvoir au chanoine Claude Bardel pour le représenter à l'assemblée du clergé du bailliage de Chaumont. Il est donc bénéficiaire d'un prieuré commendataire de l'ordre de Cluny. 
La reine Marie-Antoinette aimait les souvenirs de son pays natal, auxquels elle avait consacré une salle du Petit Trianon. L’abbé Courtalon avait proposé, à son attention, une machine cartographique de son invention. Une note glissée dans l’exemplaire de son Atlas à la bibliothèque nationale en donne la description : les cartes de l’Atlas étaient glissées dans un cadre sous verre de 92 x 70 cm, doté d’une manivelle qui permettait de les faire défiler. On ne sait pas si la reine accepta de voir la machine de Courtalon, mais elle témoigne à la fois des ambitions courtisanes du petit abbé, et de son intérêt pour les nouvelles méthodes cartographiques.
Quoique Courtalon semble avoir cessé d'écrire après son Atlas, il ne fut pas oublié : le décret du 18 fructidor an III (4 septembre 1795), préparé par le Comité d'instruction publique, octroyant des pensions à des hommes de lettres dans le besoin, attribua 1500 livres à Courtalon, en souvenir de son Atlas. Mal connu, l'abbé Courtalon est parfois confondu avec son homonyme, l'abbé Jean-Charles Courtalon-Delaistre, historien de Troyes. Émile Socard, qui a eu accès aux archives familiales de ce dernier, considère qu'ils sont cousins, sans publier aucune pièce justificative.

## L'Atlas élémentaire de l'Empire d'Allemagne
Courtalon n'est connu que pour un seul ouvrage publié en 1774, aussi court qu'apprécié, et sur lequel il aurait travaillé dix ans : Atlas élémentaire où l'on voit sur des cartes et des tableaux relatifs à l'objet l'état actuel de la Constitution Politique de l'Empire d'Allemagne. Ce recueil de cartes présentait un tableau complet de la situation politique extrêmement complexe et enchevêtrée de l'Allemagne du XVIIIe siècle, éclatée en 333 états. Florimond de Mercy-Argenteau, ambassadeur de l'Empire écrivait lui-même à Courtalon, que son ouvrage « servira de guide dans un labyrinthe, jusqu'ici inaccessible aux étrangers ». La gravure des planches de l'Atlas était due à Desbrulins fils. L'ouvrage fut présenté à la famille royale le 10 juillet 1774 à Marly. 
L'importance du travail de Courtalon se mesure à la complexité de la situation allemande. Lui-même écrit : « L'Allemagne est d'ailleurs la parte de la géographie qui est la plus difficile à étudier, parce que c'est l'Empire où il y a le plus de parages dans le gouvernement particulier, le plus de détails dans la distribution des provinces, le plus de contrariétés dans les auteurs qui ont traité des divers partie de cette contrée », jugement auquel répond celui de Büsching : « Lorsque j'ai mis la première main à cette partie de ma géographie, j'ignorais ou plutôt je ne présumais pas que l'Empire germanique, malgré tant de traités géographiques que nous avons, fut aussi peu connu de nous autres Allemands que je l'ai trouvé ensuite en faisant les recherches nécessaires. L'abbé Courtalon notait également : « Les Alemans nous reprochent, avec raison, notre ignorance sur un pays qu'il nous est si important de connaître ». »
L'Atlas s'appuyait principalement sur les écrits du juriste Johann Jacob Schmauss, sur les géographes allemande de l'école caméraliste, Anton Friedrich Büsching, et sur leurs disciples alsaciens, Mathias Joseph Gérard de Rayneval et Christian-Friedrich Pfeffel, qui accordaient plus d'importance aux aspects humains, institutionnels et économiques qu'à la géographie physique. Cette conception se reflète dans les cartes de Courtalon, qui choisit par exemple de représenter les routes postales par de simples droites, « il n'appartient qu'à la Topographie de dessiner les courbures & les sinuosités, telles qu'elles existent sur le terrein » explique L'Année littéraire de Fréron, qui lui consacre une longue recension. Comme le remarquait Bertrand Auerbach, « La difficulté n'était point d'ordre géographique - la géographie propre était méconnue et sacrifiée, - elle naissait de la complexité politique. »
En revanche le cartographe a multiplié les procédés permettant de donner des informations sur les productions agricoles et industrielles. Plusieurs cartes sont également consacrées à la géographie historique de l'Allemagne. Ces caractéristiques font de l'abbé Courtalon, malgré la brièveté de son œuvre, l'un des introducteurs de la géographie caméraliste allemande en France. 
Anton Friedrich Büsching considérait l'Atlas de Courtalon comme le meilleur ouvrage géographique français consacré à l'Allemagne. La première édition eut un tirage limité à 500 exemplaires, largement destinée à l'Allemagne. Le Mercure de France lui réserva un bon accueil, bien qu'il se contenta de quelques lignes de commentaires laudateurs ajoutés après le titre et la table des matières - qui occupent, il est vrai, près de deux pages complètes.

## Postérité
L'ouvrage de l'abbé Courtalon a largement circulé dans les milieux diplomatiques. Ainsi, lorsque Francisco de Miranda, séjournant à Copenhague, prépare son voyage dans l'Empire, c'est l'ambassadeur britannique Hugues Elliot qui lui prête ce livre, dont le voyageur vénézuélien note dans ses carnets qu'il lui servira à se  « reconnaître un peu dans le labyrinthe de l'Empire avec ses trois trente-trois États indépendants entourés et mêlés à quinze cents autres, possédants tous le droit régalien ».
Lors du Congrès de Rastadt, où fut discuté le sort des états allemands occupés par la République, le député Jean Antoine Debry, l'un des trois membres de la délégation française, écrivait au ministre des affaires étrangères, Talleyrand, que son collègue Roberjot et lui-même avaient fait des estimations sur le plan de sécularisation des États de la rive gauche du Rhin. Il précisait : « nous vous adressons par ce le résultat des idées que ce sujet nous a fait naître et que nous avons puisées dans Courtalon, comme nous nous sommes aidés de Büsching et de quelques éléments locaux, comparés entre eux pour l'évaluation des pertes et des masses d'indemnisation ». L'historien américain Walter Goffart suggère que la seconde édition réactualisée de l'Atlas de Courtalon, réalisée en 1798 par Edme Mentelle et Pierre-Gilles Chanlaire, avait été faite dans le cadre de ces négociations.

## Publications
- Atlas élémentaire où l'on voit sur des cartes et des tableaux relatifs à l'objet l'état actuel de la Constitution Politique de l'Empire d'Allemagne. Ouvrage propre à faciliter l'étude de ce Droit Public, utile à l'éducation de la jeune Nobleße et à tous officiers curieux de connoitre ce qui compose le corps germanique, ses différens États et les divers degrés de Puissance de chacun de ses Membres. Le tout composé et vérifié d'après les meilleures Cartes Nationales, la Géographie de Mr Busching, les ouvrages de Mrs Schmauß et Pfeffel, les Institutions au Droit public de l'Allemagne par Mr Gérard &c. À Paris, chez les Srs Julien, 1774.  In-4°, (2)-20 pp., 26 cartes et tableaux à double-page montées sur onglet et 10 planches repliées. Gravure de Desbrullins fils.
  - Réédition mise à jour de l'Atlas élémentaire, par Edme Mentelle et Pierre-Gilles Chanlaire, Paris, Pellier, an VI / 1798.